# Champagné

Champagné este o comună în departamentul Sarthe, Franța. În 2009 avea o populație de 3.693 de locuitori.